# Marilena (oraș)
Marilena este un oraș în Paraná (PR), Brazilia.